# Simulium danijari
Simulium danijari es una especie de insecto del género Simulium, familia Simuliidae, orden Diptera.
Fue descrita científicamente por Chubareva & Ismagulov, 1992.